# Parakysis hystriculus
Parakysis hystriculus is een straalvinnige vissensoort uit de familie van de meervallen (Akysidae). De wetenschappelijke naam van de soort is voor het eerst geldig gepubliceerd in 2009 door Ng.